# Basílica de la Merced (Buenos Aires)
La Basílica de Nuestra Señora de la Merced (conocida como Iglesia de la Merced) es uno de los templos católicos más antiguos de la Ciudad Autónoma de Buenos Aires. Se encuentra junto al Convento de San Ramón Nonato y está ubicada a pocos metros de la Plaza de Mayo, en el barrio de San Nicolás, en la Comuna 1 de la capital argentina.

## Historia

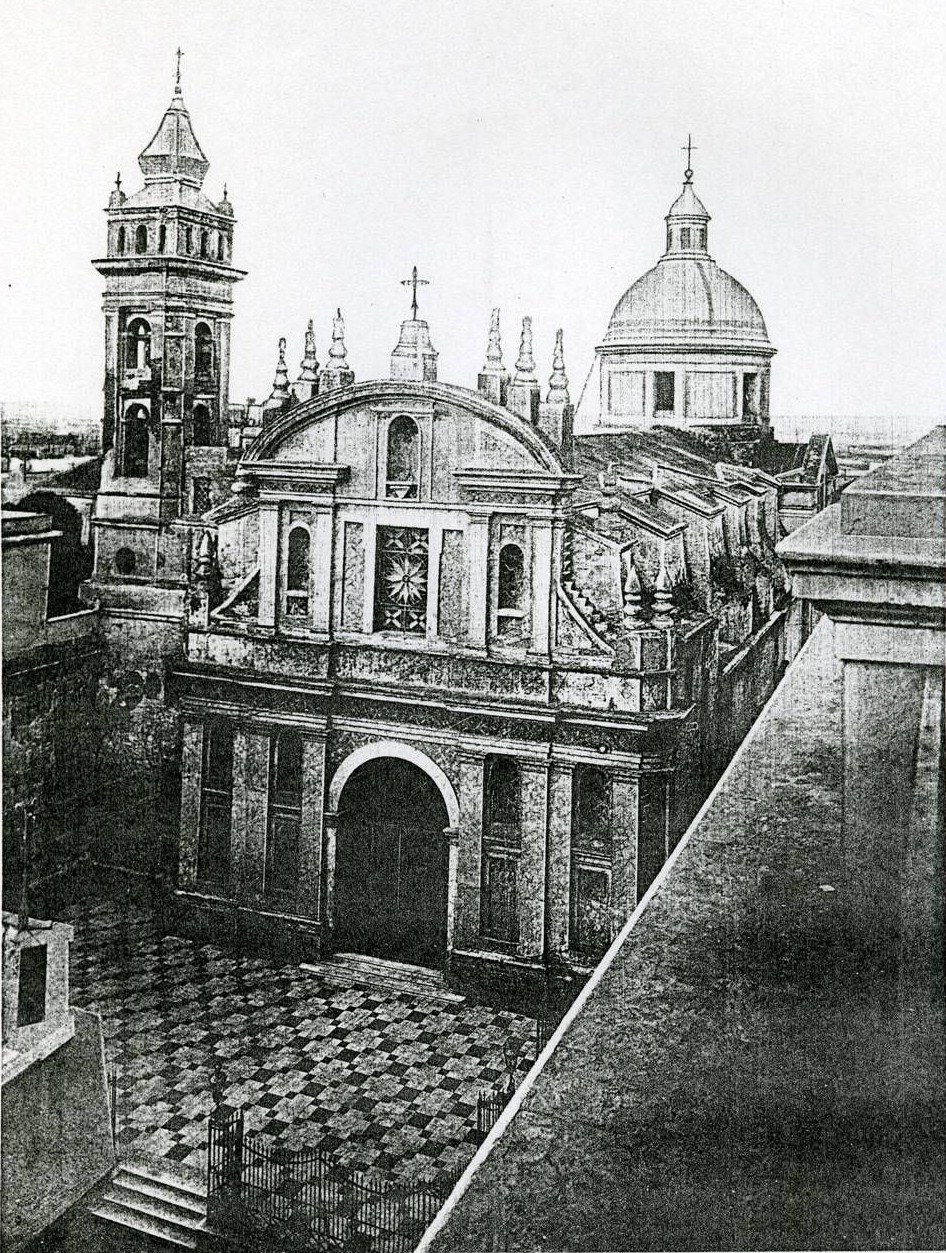
Fachada original del templo en 1877; sería totalmente modificada en 1900.

La historia del solar se remonta a la fundación de Buenos Aires por Don Juan de Garay en 1580. En el reparto original de tierras, el conquistador cedió a la orden de los dominicos las tierras comprendidas entre las actuales calles Reconquista, Perón, Sarmiento y la Avenida Alem (en esa época la costa del Río de la Plata).
En 1589 llegaron al país los padres mercedarios, haciéndose cargo de estas tierras y construyendo en 1603 una pequeña iglesia de adobe con techos de madera y paja, que fue dedicada a la Virgen de las Mercedes, y un convento contiguo.
La precariedad del templo hizo que en 1721 se decidiera la construcción de un edificio definitivo de escala adecuada, para lo cual se contó con la llegada a Buenos Aires de los arquitectos jesuitas e italianos Giovanni Andrea Bianchi y Giovanni Battista Prímoli, quienes trabajaron intensivamente en la actual Argentina, diseñando varias iglesias en Buenos Aires, y las estancias jesuíticas en la actual Provincia de Córdoba.
En 1733 se inauguraron la nave, la cúpula, el presbiterio y el crucero, pero las obras continuaron lentamente durante las siguientes décadas, hasta que el templo pudo darse por terminado recién hacia 1779.
Desde su atrio, en 1806 Santiago de Liniers dirigió el ataque a la Plaza Mayor, durante la Reconquista de Buenos Aires en la primera invasión inglesa. El 12 de septiembre de 1812, se bendijo en la Iglesia de la Merced el casamiento de María de los Remedios de Escalada con el entonces teniente coronel José de San Martín. En 1809 se bendijo en la Iglesia de la Merced el casamiento de Bernardino Rivadavia, futuro presidente, con Juana del Pino.
La orden de los mercedarios se fue del país, junto a otras, debido a la Ley de Reforma Eclesiástica iniciada por el gobernador Martín Rodríguez y su ministro Bernardino Rivadavia en 1823. 

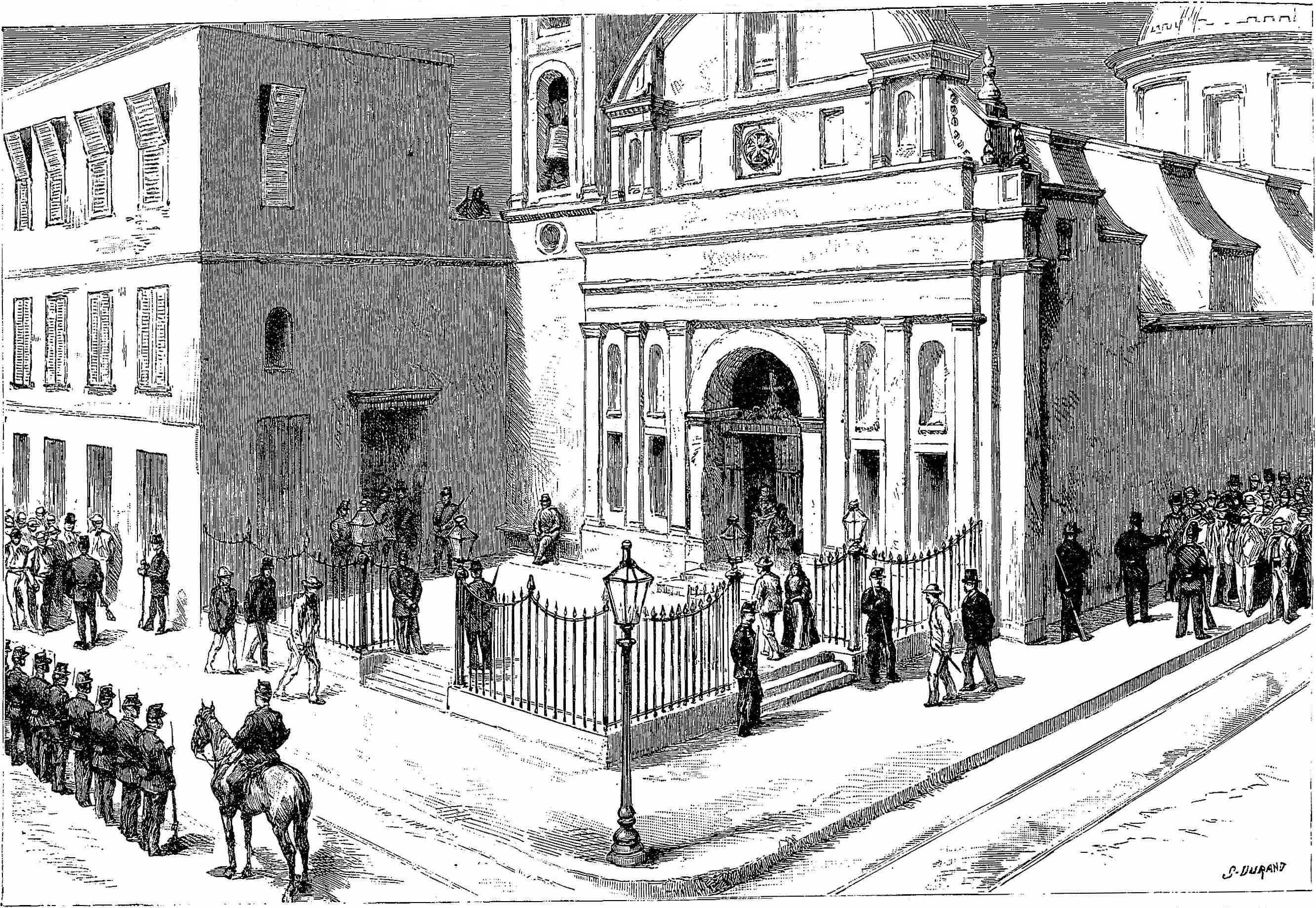
La elección presidencial de 1892 en Argentina, la mesa electoral en la Basílica de la Merced (G. Durand, The Graphic, 1892).

En 1829 fue declarada Parroquia de Catedral al Norte, y en 1834 comenzó a funcionar una escuela de huérfanas en el edificio del convento.
En 1859, en su torre funcionaba un observatorio astronómico donde los maestros relojeros y astrónomos, Adolfo Jaeggli e Isidoro Diavet, hacían sus mediciones y luego en su taller de relojería, en la calle Perú 3, daban la hora oficial.
En 1894, comenzó una remodelación total del edificio, cuya fachada fue modificada por el arquitecto Juan Antonio Buschiazzo. Los interiores también fueron trabajados por diversos artistas, que realizaron pinturas murales y estucos que dieron más fastuosidad a los sobrios interiores de la época colonial. La inauguración de las obras se realizó el 24 de abril de 1900.
En 1917 el Papa Benedicto XV le confirió la jerarquía de Basílica Menor siendo declarada Monumento Histórico por decreto de mayo de 1942. En 1954, el arquitecto Andrés Millé encabezó la restauración del nártex, despojándolo de los ornamentos agregados por la reforma de 1894. La mayor parte de sus altares, reliquias, restauradas. La Basílica de Nuestra Señora de la Merced  Pero su gran remodelación, incluyendo su monumental fachada, tiene como año clave a 1894. La tarea estuvo a cargo de Juan Antonio Buschiazzo, un arquitecto nacido en 1846 en Italia. El trabajo de remodelación de la Basílica de la Merced llevó seis años y se inauguró en abril de 1900, la propuesta por Buschiazzo fue un frontis con un grupo escultórico que alude a un hecho histórico y clave en la lucha por la liberación del imperio español. En ese trabajo se ve a Manuel Belgrano ofrendando a la Virgen de la Merced el bastón de mando del ejército del Norte (que él comandaba) y dos banderas capturadas a los realistas. fueron destruidos en 1955.
El templo fue restaurado por la Secretaría de Obras Públicas de la Nación entre 2001 y 2007 con un equipo de la Dirección Nacional de Arquitectura, que vio su trabajo afectado por la crisis de 2001 que golpeó fuertemente a la economía y a todo el sistema institucional argentino. La empresa contratista fue Interobras SRL.

## Lugares relacionados: Convento de San Ramon
El Convento Grande de San Ramón Nonato, en Reconquista y Perón, lo fundó en 1603 fray Pedro López Valero. Algunas fuentes indican que la actual construcción fue de Arquitecto Andrea Bianchi, con la probable colaboración de Juan Bautista Prímoli.